# Iosupeni, Iași
Iosupeni este un sat în comuna Cotnari din județul Iași, Moldova, România.